# Hans Stüwe
Hans Karl Stüwe (* 14. Mai 1901 in Halle an der Saale; † 13. Mai 1976 in Berlin) war ein deutscher Schauspieler, Bariton, Opernregisseur, Arrangeur, Übersetzer, Liedtexter.

## Leben
Der Sohn eines Gutsbesitzers studierte in Halle und Leipzig Kunstgeschichte sowie bei Hermann Abert, Hans-Joachim Moser und Arnold Schering Musikwissenschaften und Gesang. 1923 debütierte Stüwe als Bariton an der Königsberger Oper. Er verlegte sich dann vor allem auf eine Tätigkeit als Opernregisseur und brachte mehrere vergessene Opern und Singspiele zur Wiederaufführung. Dazu veröffentlichte er einige musiktheoretische Schriften.
Nach anfänglichem Zögern nahm Hans Stüwe ab 1926 auch Angebote als Filmschauspieler an. Der Mann mit den asketisch-markanten Gesichtszügen spielte sich schnell in den Vordergrund. In Prinz Louis Ferdinand (1927) erhielt er bereits die Titelrolle. In Feme (1927) war er ein Attentäter, in Schinderhannes (1928) verkörperte er den legendären Räuberhauptmann, ebenso war er die Titelfigur in Cagliostro (1929) und der Dichterfürst Johann Wolfgang Goethe in der Produktion Die Jugendgeliebte.
Im ersten abendfüllenden deutschen Tonfilm Dich hab’ ich geliebt (1929) fiel ihm eine Hauptrolle zu. In dem nationalistisch geprägten Historienfilm Tannenberg (1932) war er ein aufopferungswilliger Gutsbesitzer, und in dem ebenso patriotischen Erzeugnis Trenck verkörperte er den Titelhelden. Als Baron von Cocceji spielte Stüwe in Die Tänzerin von Sanssouci (1932) den Rivalen von König Friedrich dem Großen um die Gunst der Tänzerin Barberina, in Liselotte von der Pfalz (1935) sah man ihn als deren Gatten Philipp von Orleans. In Richard Eichbergs Zweiteiler Der Tiger von Eschnapur und Das indische Grabmal (jeweils 1937) glänzte Stüwe als deutscher Architekt und Grabmal-Bauer Fürbringer. 1939 schließlich verkörperte er in Es war eine rauschende Ballnacht an der Seite von Zarah Leander und Marika Rökk den russischen Komponisten Peter Tschaikowski.
Nach Kriegsende widmete er sich wieder verstärkt der Inszenierung von Opern. 1947 schuf er eine auch musikalisch erweiterte Neugestaltung der Oper La Veuve Grapin von Friedrich von Flotow unter dem Titel Die unverhoffte Braut. 1949 nahm Hans Stüwe eine deutsche Textrevision und Neubearbeitung der Oper Il matrimonio segreto (Die heimliche Ehe) von Domenico Cimarosa vor, die die darstellerischen Akzente betonte und die Dialoge fast kabarettistisch anhauchte. Stüwes Fassung wurde an mehr als 40 verschiedenen Opernbühnen aufgeführt, darunter auch in Belgien, und für das Fernsehen aufgezeichnet. Außerdem schuf er Liedtexte, z. B. Wie ein Liebeslied (Komposition von Herbert Trantow), übersetzte und arrangierte verschiedene Bühnenwerke (siehe unter "Veröffentlichungen").
Im Sommer 1950 unternahm er mehrere Selbstmordversuche. Wieder genesen, spielte er 1951 eine zentrale Rolle in dem Heimatfilm-Klassiker Grün ist die Heide. 1957 hatte er seine letzte Filmrolle als Südsee-Einsiedler in Blaue Jungs. Danach konzentrierte er sich ganz auf die Arbeit als Opern- und Theaterregisseur sowie die Mitwirkung an Rundfunksendungen. Seine Urne wurde anonym auf dem Friedhof Wilmersdorf (Feld D2-UW-40) beigesetzt.

## Filmografie
- 1926: Des Königs Befehl
- 1926: Potsdam, das Schicksal einer Residenz
- 1927: Prinz Louis Ferdinand
- 1927: Die Sünderin
- 1927: Die Ausgestoßenen
- 1927: Dr. Bessels Verwandlung
- 1927: Feme
- 1927: Das Frauenhaus von Rio
- 1928: Schinderhannes
- 1928: Villa Falconieri
- 1928: Marter der Liebe
- 1928: Anastasia, die falsche Zarentochter
- 1929: Cagliostro
- 1929: Flucht in die Fremdenlegion
- 1929: Giftgas
- 1929: Es flüstert die Nacht …
- 1929: Die Jugendgeliebte
- 1929: Dich hab’ ich geliebt
- 1930: Zapfenstreich am Rhein
- 1930: Der Walzerkönig
- 1930: Verklungene Träume
- 1931: Gefahren der Liebe
- 1931: Hilfe! Überfall!
- 1931: Die Frau von der man spricht
- 1932: Die Tänzerin von Sanssouci
- 1932: Tannenberg
- 1932: Trenck
- 1933: Der Meisterdetektiv
- 1933: Johannisnacht
- 1933: Du bist entzückend, Rosemarie!
- 1933: Zu Straßburg auf der Schanz
- 1934: Nocturno
- 1935: Liselotte von der Pfalz
- 1935: Die Heilige und ihr Narr
- 1936: Schloß Vogelöd
- 1936: Dahinten in der Heide
- 1937: Millionenerbschaft
- 1937: Der Tiger von Eschnapur
- 1937: Das indische Grabmal
- 1939: Es war eine rauschende Ballnacht
- 1939: Drei Väter von Anna
- 1939: Leidenschaft
- 1941: Der Weg ins Freie
- 1941: Die tolle Lilian
- 1943: Damals
- 1943: Der verzauberte Tag
- 1948: Die Söhne des Herrn Gaspary
- 1951: Grün ist die Heide
- 1952: Am Brunnen vor dem Tore
- 1953: Ave Maria
- 1953: Wenn am Sonntagabend die Dorfmusik spielt
- 1953: Komm zurück
- 1954: Morgengrauen
- 1955: Die Frau des Botschafters
- 1957: Blaue Jungs

## Veröffentlichungen (Auswahl)
- Schallplatte: Verklungene Träume, Valse lente aus dem Martin-Berger-Tonfilm Verklungene Träume von 1930. Tanz-Orchester Dajos Béla mit Gesang von Hans Stüwe. Odeon (LC 0015) O-11312.
- Die heimliche Ehe: Komische Oper in 2 Akten. [Klavierauszug mit Text und Regiebuch] = Il matrimonio segreto von Domenico Cimarosa. Frei nach dem Italienischen des Giovanni Bertati. 1949 mit neuem deutschen Text versehen und musikalisch bearbeitet von Hans Stüwe. Robert Lienau Musikverlag, Berlin; Bote & Bock, Wiesbaden; 1949.
- O, Herr Graf, was soll ich tun? Kavatine der Caroline aus der Oper Die heimliche Ehe = Il matrimonio segreto von Domenico Cimarosa. Arrangiert für Sopran und Klavier von Hans Stüwe. Robert Lienau Musikverlag, Berlin 1953.
- Seit den ersten schönen Stunden ...  .Arie des Sander aus der Oper Die heimliche Ehe = Il matrimonio segreto von Domenico Cimarosa. Arrangiert für Tenor und Klavier von Hans Stüwe. Robert Lienau Musikverlag, Berlin 1953.
- Wie ein Liebeslied. Lied (langsamer Walzer). Musik von Herbert Trantow, Text von Hans Stüwe [aus dem Film Komm zurück]. Papageno-Verlag, Hamburg 1954.[5]
- Schallplatte: Wie ein Liebeslied. Walzerlied. Musik von Herbert Trantow, Text von Hans Stüwe. Original-Aufnahme aus dem Film Komm zurück. Rasma Ducat (Gesang) und Sigi Stenford mit seinen Solisten. Telefunken (LC 0034) A 11526.
- Der Held von Calaveras: Komische Oper in 2 Akten von Lukas Foss nach der Fabel The Jumping Frog of Calaveras County (1949) von Mark Twain. 1956 frei nach dem Englischen des Jean Karsavina übersetzt ins Deutsche von Hans Stüwe. Robert Lienau Musikverlag, Berlin; Carl Fischer Music, New York.
- Die heimliche Ehe: Komische Oper in 2 Akten. [Textbuch.] = Il matrimonio segreto von Domenico Cimarosa. Frei nach dem Italienischen des Giovanni Bertati. 1949 mit neuem deutschen Text versehen und musikalisch bearbeitet von Hans Stüwe. Eingelesen von Wilhelm Zentner. Reclams Universal-Bibliothek Nr. 8670, Stuttgart 1962.
- La serva padrona: Intermezzo in 2 Akten = Die Magd als Herrin von Giovanni Battista Pergolesi. Arrangiert von Hans Stüwe. Ins Deutsche übersetzt von Karl Alexander Herklots nach dem Italienischen des Jacopo Angelo Nelli. Dreiklang-Dreimasken Bühnen- und Musikverlag; Crescendo Musikverlag; Berlin.